# Liste der Nummer-eins-Hits in Argentinien (2018)
Diese Liste der Nummer-eins-Hits in Argentinien 2018 basiert auf den offiziellen Chartlisten der Cámara Argentina de Productores de Fonogramas y Videogramas (CAPIF), der argentinischen Landesgruppe der IFPI. Die monatlichen Albencharts wurden für Januar 2018 zum letzten Mal veröffentlicht.

## Singles
| ← 2017 ← | Liste der Nummer-eins-Hits in Argentinien | Liste der Nummer-eins-Hits in Argentinien    | Liste der Nummer-eins-Hits in Argentinien | 2019 →                    |
| \| Zeitraum \| Mt. ges. \| Interpret \| Titel Autor(en) \| Zusätzliche Informationen \| \| (Zeitraum, Monate auf Platz eins, Interpret, Titel, Autor[en], zusätzliche Informationen) \| \| \| \| \| \| ----------------------------------------------------------------------------------------- \| -------- \| -------------------------------------------- \| ---------------------------------------------------------------------------------------------------------------------------------------------------------------------------- \| ------------------------- \| \| Dezember 2017 – Januar 2018 2 Monate \| 2 \| Maluma feat. Nego do Borel \| Corazón \| – \| \| Februar 2018 – März 2018 2 Monate \| 2 \| Daddy Yankee \| Dura Ramón Ayala, Juan Rivera, Luis Romero, Urbani Mota \| – \| \| April 2018 1 Monat \| 1 \| Nicky Jam & J Balvin \| X Nick Rivera, José Osorio, Juan Diego Medina, Jonathan Thiel, Rashid Badloe, Shareef Badloe, Giordano Ashruf \| – \| \| Mai 2018 – Juni 2018 2 Monate \| 2 \| Nio Garcia feat. Darell, Ozuna & Nicky Jam \| Te boté (Remix) \| – \| \| Juli 2018 1 Monat \| 1 \| Becky G & Natti Natasha \| Sin pijama Rebbeca Gomez, Natalia Gutiérrez, Nate Campany, Kyle Sherear, Rafael Pina, Ramón Ayala, Gabriel Rivera, Ricky Montaner, Mau Montaner, Jon Leone, Camilo Echeverry \| – \| \| August 2018 – September 2018 2 Monate \| 2 \| Paulo Londra & Becky G \| Cuando te besé \| – \| \| Oktober 2018 1 Monat \| 1 \| DJ Snake feat. Selena Gomez, Ozuna & Cardi B \| Taki taki William Grigahcine, Belcalis Almanzar, Jordan Thorpe, Selena Gomez, Ava Brignol, Juan Carlos Ozuna, Vicente Saavedra, Juan Vasquez \| – \| \| November 2018 – Dezember 2018 2 Monate \| 2 \| Paulo Londra \| Adan y Eva \| – \| |                                           |                                              | |                           |
| ← 2017 |                                           |                                              | | → 2019 →                  |
| Zeitraum | Mt. ges.                                  | Interpret                                    | Titel Autor(en) | Zusätzliche Informationen |
| (Zeitraum, Monate auf Platz eins, Interpret, Titel, Autor[en], zusätzliche Informationen) |                                           |                                              | |                           |
| Dezember 2017 – Januar 2018 2 Monate | 2                                         | Maluma feat. Nego do Borel                   | Corazón | –                         |
| Februar 2018 – März 2018 2 Monate | 2                                         | Daddy Yankee                                 | Dura Ramón Ayala, Juan Rivera, Luis Romero, Urbani Mota | –                         |
| April 2018 1 Monat | 1                                         | Nicky Jam & J Balvin                         | X Nick Rivera, José Osorio, Juan Diego Medina, Jonathan Thiel, Rashid Badloe, Shareef Badloe, Giordano Ashruf                                                                | –                         |
| Mai 2018 – Juni 2018 2 Monate | 2                                         | Nio Garcia feat. Darell, Ozuna & Nicky Jam   | Te boté (Remix) | –                         |
| Juli 2018 1 Monat | 1                                         | Becky G & Natti Natasha                      | Sin pijama Rebbeca Gomez, Natalia Gutiérrez, Nate Campany, Kyle Sherear, Rafael Pina, Ramón Ayala, Gabriel Rivera, Ricky Montaner, Mau Montaner, Jon Leone, Camilo Echeverry | –                         |
| August 2018 – September 2018 2 Monate | 2                                         | Paulo Londra & Becky G                       | Cuando te besé | –                         |
| Oktober 2018 1 Monat | 1                                         | DJ Snake feat. Selena Gomez, Ozuna & Cardi B | Taki taki William Grigahcine, Belcalis Almanzar, Jordan Thorpe, Selena Gomez, Ava Brignol, Juan Carlos Ozuna, Vicente Saavedra, Juan Vasquez                                 | –                         |
| November 2018 – Dezember 2018 2 Monate | 2                                         | Paulo Londra                                 | Adan y Eva | –                         |

## Alben
| ← 2017 ← | Liste der Nummer-eins-Hits in Argentinien | Liste der Nummer-eins-Hits in Argentinien | Liste der Nummer-eins-Hits in Argentinien | 2019 →                    |
| \| Zeitraum \| Mt. ges. \| Interpret \| Titel \| Zusätzliche Informationen \| \| (Zeitraum, Monate auf Platz eins, Interpret, Titel, zusätzliche Informationen) \| \| \| \| \| \| ------------------------------------------------------------------------------ \| -------- \| -------------- \| ----- \| ------------------------- \| \| Januar 2018 1 Monat \| 1 \| Andrea Bocelli \| Sogno \| – \| |                                           |                                           |                                           |                           |
| ← 2017 |                                           |                                           |                                           | → 2019 →                  |
| Zeitraum | Mt. ges.                                  | Interpret                                 | Titel                                     | Zusätzliche Informationen |
| (Zeitraum, Monate auf Platz eins, Interpret, Titel, zusätzliche Informationen) |                                           |                                           |                                           |                           |
| Januar 2018 1 Monat | 1                                         | Andrea Bocelli                            | Sogno                                     | –                         |